# Serhiy Lechtchenko
Pour les articles homonymes, voir Lechtchenko.
Serhiy Lechtchenko (en ukrainien : Сергій Лещенко ; en russe : Сергей Анатольевич Лещенко, Sergueï Anatolievitch Lechtchenko), né le 30 août 1980 à Kiev (RSS d'Ukraine, URSS), est un journaliste et homme politique ukrainien.

## Biographie
Correspondant de l'Ukrayinska Pravda depuis 2000, Serhiy Lechtchenko devient le rédacteur en chef adjoint de ce périodique en 2002. Il sort diplômé de l'université nationale Taras-Chevtchenko de Kiev en 2003. Il acquiert une certaine notoriété grâce à son travail dans le domaine du journalisme d'investigation où il s'associe souvent avec Mustafa Nayyem. En 2005, il publie notamment un article Andriy Iouchtchenko : Le fils de Dieu ? consacré au train de vie du fils du président Viktor Iouchtchenko. Depuis 2015, il enseigne à l'école de journalisme au sein de l'université catholique ukrainienne.